# Liste der Monuments historiques in Saint-Germain-le-Rocheux
Die Liste der Monuments historiques in Saint-Germain-le-Rocheux führt die Monuments historiques in der französischen Gemeinde Saint-Germain-le-Rocheux auf.

## Liste der Immobilien
| Bezeichnung                        | Beschreibung | Standort                                 | Kennzeichnung | Schutzstatus | Datum | Bild           |
| ---------------------------------- | --- | ---------------------------------------- | ------------- | ------------ | ----- | -------------- |
| Kirche St-Germain                  | aus dem 12. oder 13. Jahrhundert | Rue du Châpitre (Lage)                   | PA00112625    | Inscrit      | 1947  | weitere Bilder |
| Kreuzsockel und Tisch              | Stein, 14. Jahrhundert | Rue du Châpitre, auf dem Friedhof (Lage) | PA00112626    | Inscrit      | 1944  | weitere Bilder |
| Grenzsteine des Forêt de Châtillon | insgesamt 64 Grenzsteine, ab dem 14. Jahrhundert, hauptsächlich aus dem 17. Jahrhundert; auch zu Buncey, Maisey-le-Duc, Nod-sur-Seine und Villiers-le-Duc | nördlich des Ortes (Lage)                | PA21000063    | Classé       | 2012  |                |